# Gaibanda
Gaibanda est une ville du Bangladesh située dans le district de Gaibandha.

## Démographie
Elle abrite environ 61 000 habitants[réf. nécessaire].